# Amad Al-Hosni
Amad Ali Suleiman Al Hosni, por vezes grafado Imad (18 de julho de 1984) é um futebolista omani que atua no ataque.

## Carreira
Al Hosni representou a Seleção Omani de Futebol na Copa da Ásia de 2004, 2007 e 2015.
Al-Hosni é o segundo maior artilheiro da história da Seleção de Omã de Futebol com 40 gols em 104 jogos.